# Дом-музей ветеранов (Иматра)
Дом-музей ветеранов г. Иматра (фин. Imatran Veteraani ja Lottamuseo) — частное некоммерческое учреждение в финском городе Иматра, музей, основу экспозиции которого составляет богатая коллекция экспонатов, принадлежащая семье Икявалко и выставленная в их собственном доме.

## Описание
Музей был открыт для публики в 2000 году вышедшим на пенсию юристом Рейно Икявалко и его женой Эйлой, в течение многих лет собиравшими предметы старины и различные экспонаты, повествующие о новейшей истории Финляндии, города Иматры и их собственной семьи. Основу экспозиции составляют оригинальные интерьеры построенного в 1925 году дома: спальня, холл, библиотека, столовая, кухня и т.д. Всего в особняке Икявалко, расположенном в самом центре Иматры, 22 комнаты. Здание построено в стиле классицизм по проекту архитектора Уно Ульберга,  спроектировавшего также музей изобразительных искусств в городе Выборге, и известно в Иматре как «Дом Пипониуса» (по фамилии первого хозяина).
Экспозиция музея рассказывает об истории борьбы Финляндии за независимость, начиная со времён обретения государственного суверенитета в составе Российской Империи и заканчивая войнами XX века: Гражданской, Зимней и Второй мировой. В экспозиции музея представлено большое количество военной формы, оружия, знаков отличия как финских, так и других наций. Значительная часть экспозиции посвящена деятельности женской военизированной организации «Лотта Свярд», в которой состояла хозяйка дома во время войны.
Также отдельная экспозиция посвящена истории финского спорта. Отец хозяина музея, Юти Икявалко, в составе сборной Финляндии был участником Олимпиады 1924 года в Париже. В экспозиции представлены сувениры и спортивная форма Олимпийских игр с начала XX века по сегодняшний день.
В настоящее время дом выставлен на продажу. О судьбе музея не упоминается.

## Фотогалерея

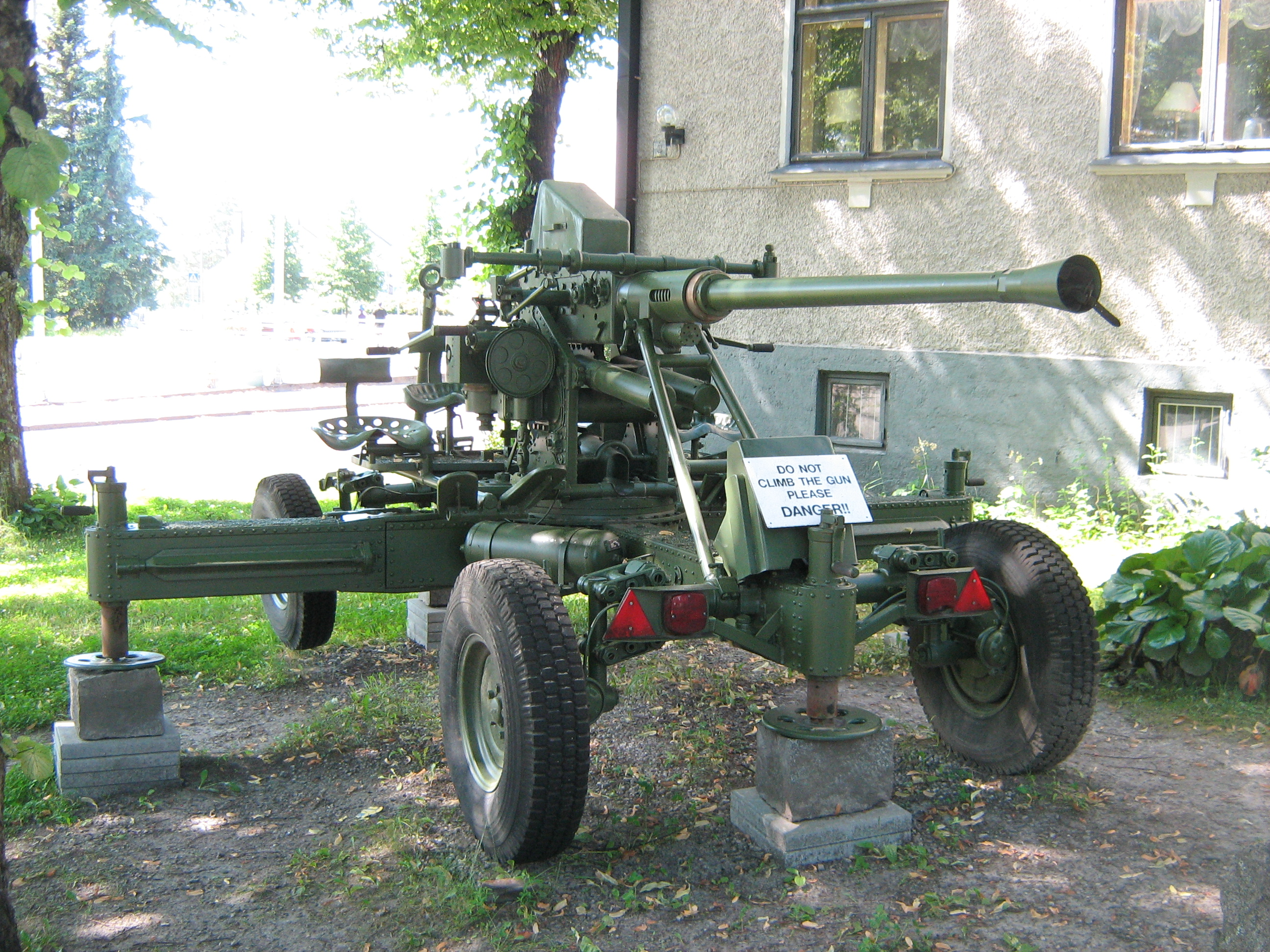
Шведское орудие у входа в музей
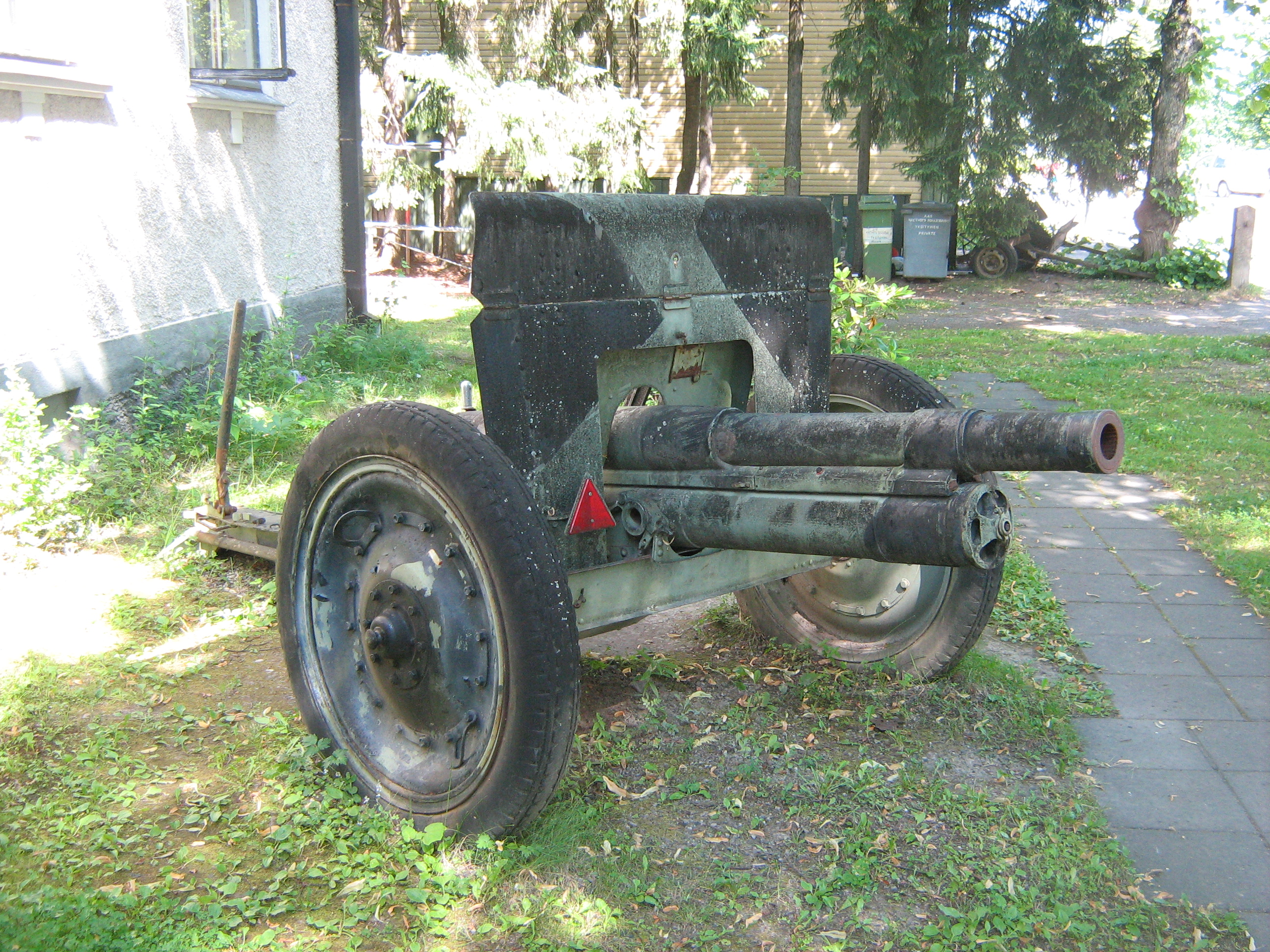
Русское орудие у входа в музей
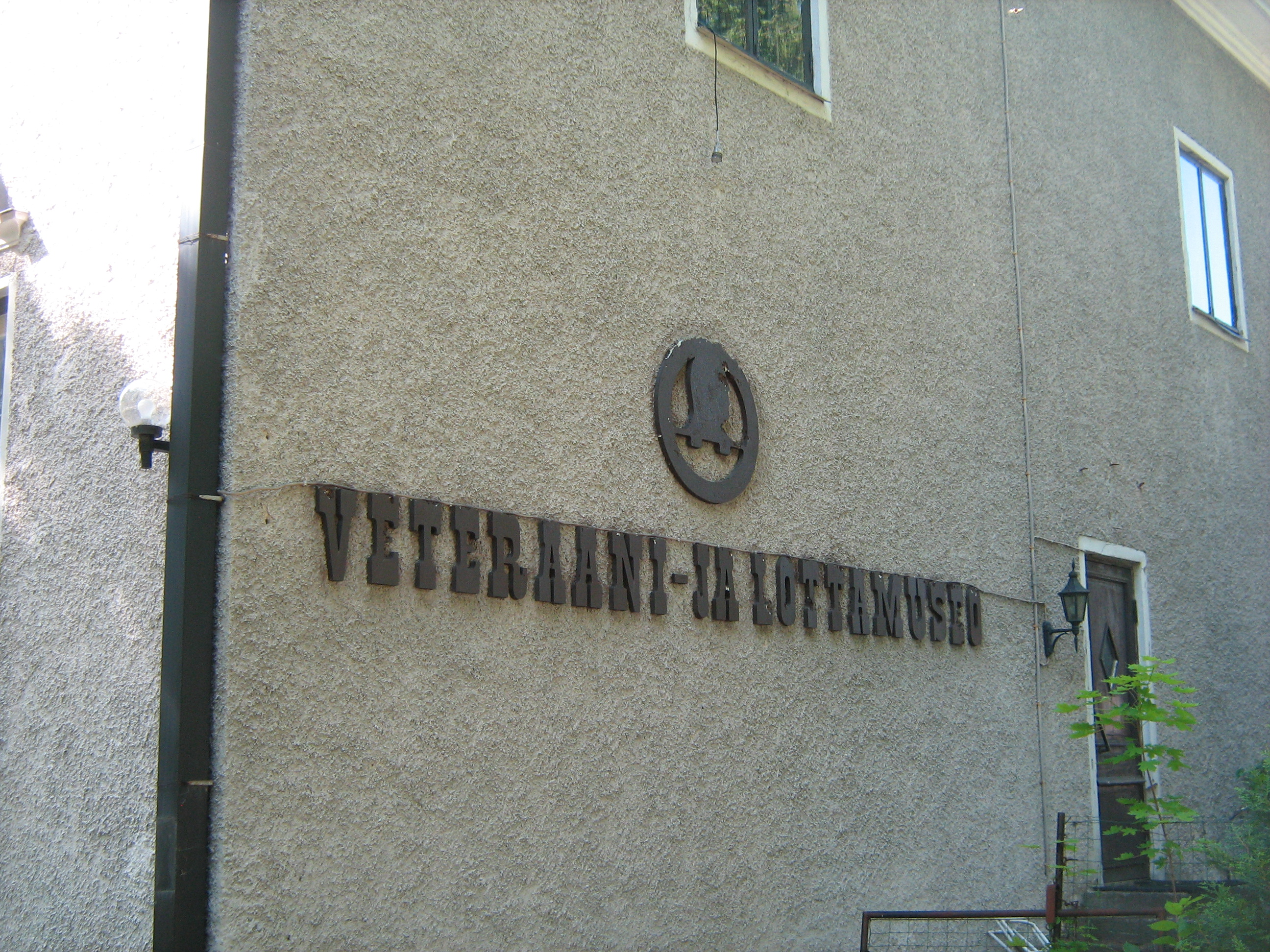
Вывеска музея
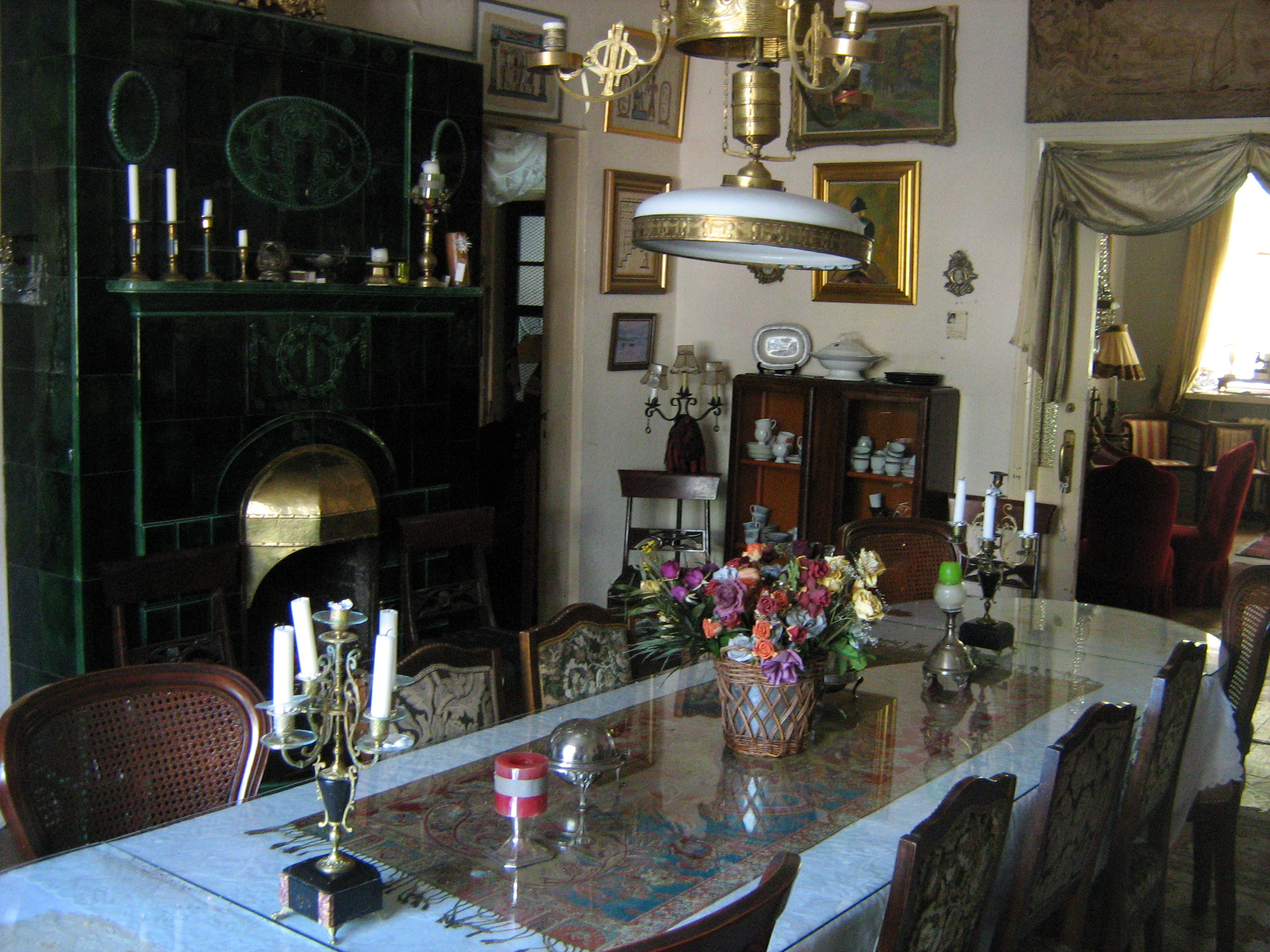
Интерьер столовой
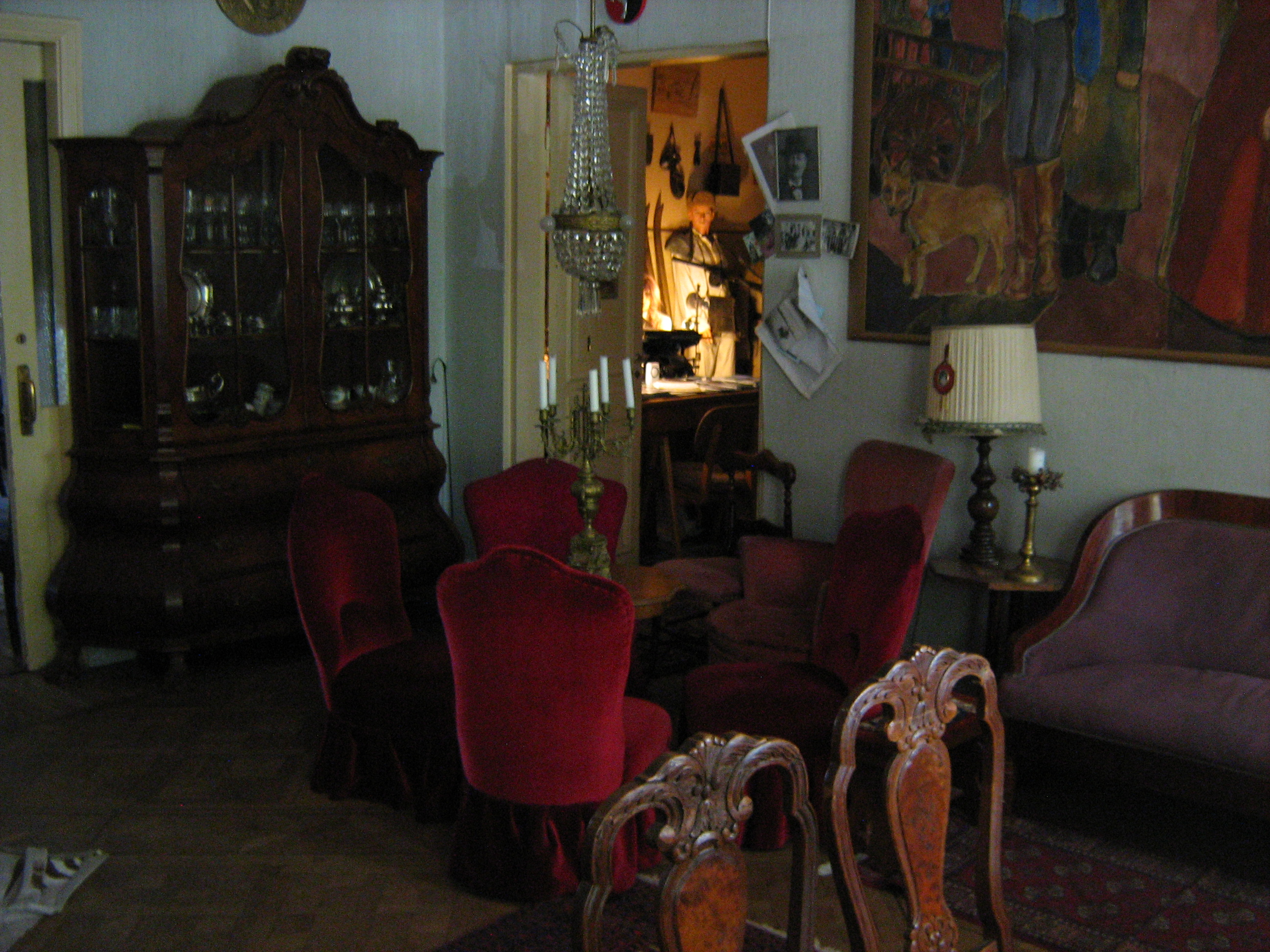
Интерьер гостиной